# Cleome oxyphylla
Cleome oxyphylla là một loài thực vật có hoa trong họ Màng màng. Loài này được Burch. mô tả khoa học đầu tiên năm 1824.